# محاصره ناکسوس
محاصره ناکسوس (انگلیسی: Siege of Naxos) نبردی بود بین یونانیان ناکسوس و شاهنشاهی هخامنشی که در  سال ۴۹۹ پیش از میلاد اتفاق افتاد. این نبرد در نتیجه لشکرکشی ایران برای بازپس‌گیری مناطقی بود که در شورش ایونیان و دست درازی یونانیان به قلمرو ایران از دست رفته بود روی داد که با عقب‌نشینی نیروهای ایران پس از محاصره‌ی چهار ماهه ناکسوس برای یونانیان ناکسوس پیروزی قلمداد شد.